# Säuling

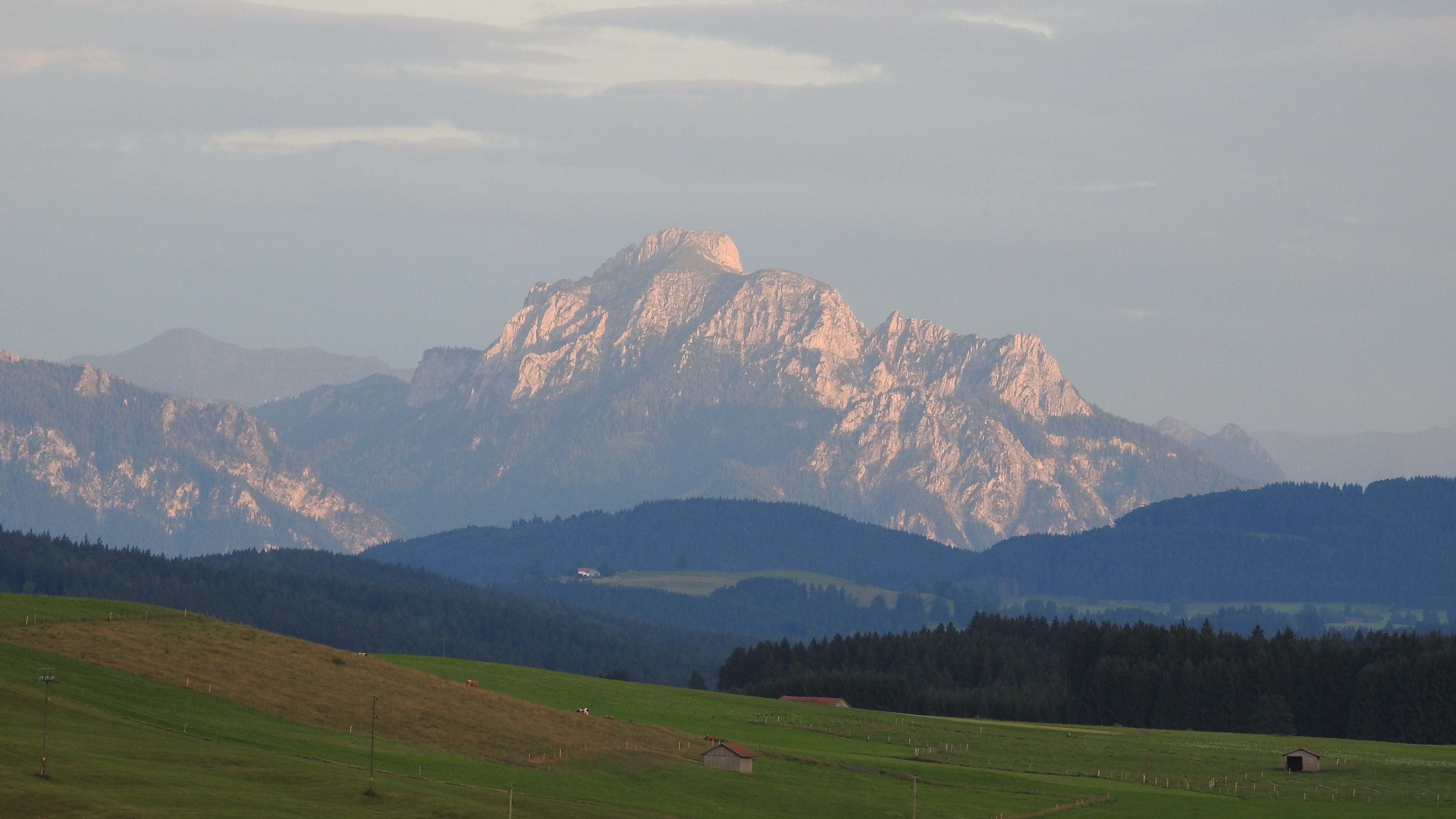
Säuling in der Abendsonne

Der Säuling ist ein 2047 m ü. NHN hoher Berg an der deutsch-österreichischen Grenze in den Ammergauer Alpen (nördliche Kalkalpen). Seine markante pyramidenähnliche Silhouette ist eines der Wahrzeichen der Region zwischen Füssen und Pfronten, die man als Reisender aus nördlicher Richtung schon von weitem erkennt, da sie sich jäh ansteigend über das davorliegende Hügelland erhebt.

## Geographie
Die Höhe des Gipfels beträgt nach deutscher Messung 2047 m ü. NHN, nach österreichischer Messung 2048 m ü. A.; der die Umgebung beherrschende Berg ist damit regional einer der bekanntesten Zweitausender. Er kann von österreichischer und von deutscher Seite aus bestiegen werden. Man hat auf deutscher Seite und vom Gipfel eine herrliche Aussicht auf die Schlösser Neuschwanstein und Hohenschwangau sowie auf die schöne Seenlandschaft des Füssener Abschnitts im Ostallgäu. Auf österreichischer Seite blickt man in das Tal des (im Bereich von Reutte großteils unregulierten) Lechs. Westlich des Gipfels befindet sich auf 1693 m das (1925 begonnene) Säulinghaus, eine Berghütte der Sektion Augsburg der Naturfreunde Deutschland.

## Wege
Der leichteste Weg auf den Säuling führt über das Säulinghaus und ist ein Wanderweg; im obersten Teil ist der Steig an einigen Stellen mit Klettersicherungen ausgestattet. Für den Kletterer bieten die Wände des Säulings zahlreiche Möglichkeiten unterschiedlichster Schwierigkeitsgrade.
Ein weiterer lohnender Weg führt von Hohenschwangau aus über die Wildsulzhütte und den nordöstlichen Schrofenhang. Der Abstieg kann dann über das Säulinghaus mit anschließender Umrundung des Pilgerschrofens erfolgen. Die Gesamtgehzeit beträgt zwischen sechs und sieben Stunden. Zahlreiche Erinnerungskreuze und Gedenksteine zeugen davon, dass dieser Berg nicht zu unterschätzen ist und den Inschriften nach vor allem junge Bergsteiger um die zwanzig das Leben kostete.

## Sagen
Der Sage nach wird das Gipfelplateau des Säulings von den Hexen als Tanzboden verwendet. Nach einer weiteren Sage riss der Teufel einen Felsen des Säulings ab und warf ihn in Richtung Roßhaupten; doch als das Abendläuten zu hören war, fiel der Stein senkrecht auf den Boden und blieb vor dem Dorf liegen. Auf dem Monolith wurde das Steinkreuz bei Roßhaupten aufgestellt.

## Namensursprung
Man geht heute davon aus, dass Säuling, abgeleitet von Siulinc, so viel bedeutet wie Säule, was auch der massiven Gestalt entspräche. Der Historiker Magnus Peresson leitet den Namen hingegen vom lateinischen caelum („Himmel“) ab. Im Atlas Tyrolensis von 1774 war "Seiling B." als Berg vermerkt.
Siehe auch: Gemeinde Pflach